# Айсвердер
Айсвердер (нем. Eiswerder — «Ледяной остров») — остров на реке Хафель в Берлине к северу от Шпандауской цитадели. Остров площадью 14 гектаров связан с берегами реки двумя автомобильными мостами: Малым Айсвердерским мостом — с восточным берегом и Большим Айсвердерским мостом — с западным. На северо-востоке к Айсвердеру прилегает Пиониринзель («Пионерский остров»).
В XIX веке Айсвердер превратился в площадку военной промышленности, где разместилось несколько оружейных предприятий: пороховой и орудийный заводы, артиллерийская мастерская и патронный завод. В 1890 году на остров переехала химическая фабрика, производившая кислоты для производства боеприпасов.
После Второй мировой войны уцелевшие производственные площади использовались под хранение зерна. В 1953—1990 годах на острове хранился Сенатский резерв Западного Берлина. В 1950—1970-е годы на Айсвердере также располагалась киностудия Артура Браунера.
После объединения Германии Айсвердер превратился в центр ремёсел и искусства, имевшаяся застройка была также передана под офисные и жилые помещения.